# Нонгбуалампху (провінція)
Нонгбуалампху (тай. หนองบัวลำภู) — провінція (чангват) в північно-східній частині Таїланду, в регіоні Ісан.

## Географія
Провінція розташовується на півночі регіону Ісан приблизно за 440 км на північний схід від Бангкока. Загальна площа провінції складає 3859 км² і займає 55-те місце за площею серед усіх регіонів країни.
На півночі та сході межує з провінцією Удонтхані, на півдні — з провінцією Кхонкен, на заході — з провінцією Лей.

## Адміністративний склад
До складу провінції входять 6 ампхе, що в свою чергу складаються з 59 тамбонів і 636 мубанів.

## Населення
Станом на 2015 рік населення провінції становить 510 074 особи. Щільність населення — 132 чол/км². Чисельність жіночої частини населення (49,8 %) трохи поступається чисельності чоловічої (50,2 %).